# Nigrum Pullum
Nigrum pullum (črni piščanec ali črna prst) je bila nekoč manjša rimska utrdba (castellum) v današnjem Zwammerdamu. Postavljen na južni obali reke Stari Ren (Oude Rijn) na sotočju z majhno reko Meije in je služil za zaščito rimskih meja v provinci Spodnja Germanija (Limes Germanicus). Na Peutingerjevem zemljevidu leži med naselji Albanijano (Alfen aan den Rijn) in Laurium (Woerden). Utrdba je imela garnizijo približno 300 mož iz 15. kohorte »Prostovoljcev rimskih državljanov«.

## Ime
Ime Nigrum Pullum se morda nanaša na črno obarvano šotno zemljo  ali črno vodo šotne reke Meije, ki se na nasprotnem bregu izteka v Stari Ren. 

## Zgodovina
Prvi Rimljani so na mesto prispeli leta 47 našega štetja kot del večje operacije za okrepitev germanskih meja. Vojaško naselje je bilo ustanovljeno po letu 47, ko je rimski general Gnej Domicij Korbulon preuredil obmejno območje. Lesene barake so bile uničene med batavskim uporom leta 69. Nato niso bile takoj obnovljene: drugo gradbeno fazo, ki je sledila lahko datiramo po 80. 
Ponovno so ga zgradili, tokrat iz naravnega kamna in opeke, po letu 175, kar je gradbena faza, ki je verjetno povezana s prisotnostjo Didija Julijana, guvernerja , za katerega je znano, da je zgradil druge utrdbe ( Maldegem ). Ker vemo, da so vojaki legije XXX Ulpia Victrix iz Castra Vetera (sodobni Xanten) izdelali strešnike, lahko domnevamo, da so bili zaslužni tudi za obnovo utrdbe kot celote. Sto let kasneje je bil Nigrum pullum sežgan in - kolikor vemo - nikoli več uporabljen.
Ostanke te starodavne vojaške naselbine so odkrili in izkopali leta 1971. Temelje južnih vrat in poveljstva je še vedno mogoče videti v prostorih The Hooge Burgh, ki je jugozahodno od glavne ceste. 
Severovzhodno od utrdbe je bil pomol ob Renu, kjer so arheologi odkrili nič manj kot šest ladij, vključno s tremi jadrnicami z ravnim dnom (20 - 34 metrov). Ugotovljeno je bilo, da je bil les, iz katerega so bile izdelane, posekan na območju Srednjega Porenja, kar nakazuje, da so trgovci imeli dolgo plovbo. Možno je, da so prevažali kamenje, iz katerega je bila utrdba na novo zgrajena. Ena od teh ladij, jadrnica z ravnim dnom, znana kot »Zwammerdam 6«, se zdi, da je bila sestrska ladja tovorne galeje, najdene 15 kilometrov gorvodno, pri Woerdenu, ki je bila odkrita v rečnem pristanišču starodavnega Lauriuma. Prav tako spominja na podobno odkrito v Mainzu.

## Vojaška cesta (Via Militaris)
Približno 150 metrov severno od železniške proge Utrecht-Leiden je bila velika vojaška povezovalna cesta ( via militaris ) v Zwammerdam, ki je povezovala vojaške postojanke in naselja med seboj in z zaledjem. Tamkajšnja cesta je bila široka 12,5 metra in je bila sestavljena iz 20–30 cm debele gramoznice, pomešane s tufom, črepinjami in ostanki strešnikov na debeli plasti naravne ilovice, vključno s plastjo peska. Najdeni so sledovi pripadajočega drenažnega jarka.